# 埃西亚
埃西亚（法語：Essia，法語發音：[esja]）是法国汝拉省的一个旧市镇，属于隆斯勒索涅区。2016年，埃西亚与邻近的3个市镇合并为新市镇拉沙约斯。

## 地理
埃西亚（46°35'9"N, 5°32'54"E）面积4.86 平方千米，位于法国勃艮第-弗朗什-孔泰大區汝拉省，该省份为法国东部内陆省份，北起上索恩省，西北接科多尔省，西临索恩-卢瓦尔省，南至安省，东与杜省和瑞士接壤。
与埃西亚接壤的市镇（或旧市镇、城区）包括：博尔奈、阿列兹、拉沙约斯、库尔贝特、雷图斯、瓦雷西亚。

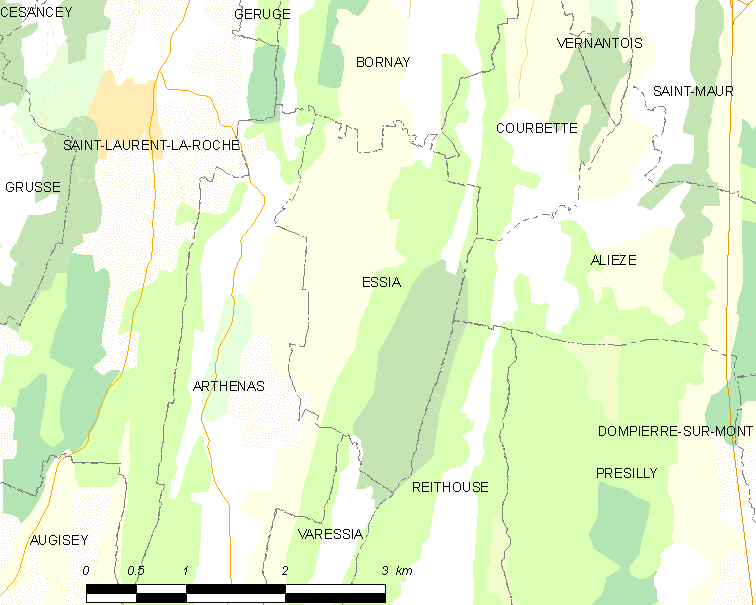
埃西亚的OSM定位图

埃西亚的时区为UTC+01:00、UTC+02:00（夏令时）。

## 行政
埃西亚的邮政编码为39270，INSEE市镇编码为39215。

## 政治
埃西亚所属的省级选区为穆瓦朗昂蒙塔涅县。

## 人口

1962-2008年间埃西亚人口变化图示

埃西亚于2018年1月1日时的人口数量为72人。